# Gran Premio motociclistico della Comunità Valenciana 2019
Il Gran Premio motociclistico della Comunità Valenciana 2019 è stato l'ultima prova su diciannove del motomondiale 2019, disputato il 17 novembre sul circuito Ricardo Tormo. Le vittorie nelle tre classi sono andate rispettivamente a: Marc Márquez in MotoGP, Brad Binder in Moto2 e Sergio García in Moto3.
Per la MotoE si sono disputate due gare e in entrambe si è imposto Eric Granado, la prima coppa del mondo della classe è stata invece appannaggio del pilota italiano Matteo Ferrari.

## MotoGP
Nel Gran Premio della Malesia Andrea Iannone era risultato positivo a controlli antidoping, per tale motivo il 17 dicembre 2019 viene sospeso provvisoriamente dalle competizioni. Il 31 marzo 2020 viene deciso di comminargli una sospensione di 18 mesi a partire dalla data della prima sospensione e vengono annullati i risultati ottenuti a partire dal GP della Malesia, in questo caso l'unico GP disputato in seguito è quello della Comunità Valenciana.

### Arrivati al traguardo
| Pos. | Nº | Pilota           | Squadra                     | Motocicletta       | Giri | Tempo     | Griglia | Punti |
| ---- | -- | ---------------- | --------------------------- | ------------------ | ---- | --------- | ------- | ----- |
| 1º   | 93 | Marc Márquez     | Repsol Honda                | Honda RC213V       | 27   | 41'21.469 | 2º      | 25    |
| 2º   | 20 | Fabio Quartararo | Petronas Yamaha SRT         | Yamaha YZR-M1      | 27   | +1,026    | 1º      | 20    |
| 3º   | 43 | Jack Miller      | Pramac Racing               | Ducati Desmosedici | 27   | +2,409    | 3º      | 16    |
| 4º   | 4  | Andrea Dovizioso | Ducati Team                 | Ducati Desmosedici | 27   | +3,326    | 6º      | 13    |
| 5º   | 42 | Álex Rins        | Suzuki Ecstar               | Suzuki GSX-RR      | 27   | +3,508    | 8º      | 11    |
| 6º   | 12 | Maverick Viñales | Monster Energy Yamaha       | Yamaha YZR-M1      | 27   | +8,829    | 4º      | 10    |
| 7º   | 36 | Joan Mir         | Suzuki Ecstar               | Suzuki GSX-RR      | 27   | +10,622   | 7º      | 9     |
| 8º   | 46 | Valentino Rossi  | Monster Energy Yamaha       | Yamaha YZR-M1      | 27   | +22,992   | 12º     | 8     |
| 9º   | 41 | Aleix Espargaró  | Aprilia Racing Team Gresini | Aprilia RS-GP      | 27   | +32,704   | 15º     | 7     |
| 10º  | 44 | Pol Espargaró    | Red Bull KTM Factory Racing | KTM RC16           | 27   | +32,973   | 11º     | 6     |
| 11º  | 53 | Esteve Rabat     | Reale Avintia Racing        | Ducati Desmosedici | 27   | +42,795   | 18º     | 5     |
| 12º  | 82 | Mika Kallio      | Red Bull KTM Factory Racing | KTM RC16           | 27   | +45,732   | 17º     | 4     |
| 13º  | 99 | Jorge Lorenzo    | Repsol Honda                | Honda RC213V       | 27   | +51,044   | 16º     | 3     |
| 14º  | 17 | Karel Abraham    | Reale Avintia Racing        | Ducati Desmosedici | 27   | +1'04.871 | 21º     | 2     |
| 15º  | 55 | Hafizh Syahrin   | Red Bull KTM Tech 3         | KTM RC16           | 27   | +1'16.487 | 22º     | 1     |

### Ritirati
| Nº | Pilota            | Squadra             | Motocicletta       | Giri | Griglia |
| -- | ----------------- | ------------------- | ------------------ | ---- | ------- |
| 21 | Franco Morbidelli | Petronas Yamaha SRT | Yamaha YZR-M1      | 18   | 5º      |
| 9  | Danilo Petrucci   | Ducati Team         | Ducati Desmosedici | 13   | 10º     |
| 5  | Johann Zarco      | LCR Honda Idemitsu  | Honda RC213V       | 13   | 13º     |
| 27 | Iker Lecuona      | Red Bull KTM Tech 3 | KTM RC16           | 13   | 19º     |
| 35 | Cal Crutchlow     | LCR Honda Castrol   | Honda RC213V       | 10   | 9º      |
| 51 | Michele Pirro     | Ducati Team         | Ducati Desmosedici | 8    | 14º     |

### Squalificato
| Nº | Pilota         | Squadra                     | Motocicletta  | Giri | Griglia |
| -- | -------------- | --------------------------- | ------------- | ---- | ------- |
| 29 | Andrea Iannone | Aprilia Racing Team Gresini | Aprilia RS-GP | 26   | 20º     |

## Moto2
La gara della Moto2 è stata disputata su una lunghezza ridotta a 16 giri a causa dei ritardi accumulati durante la gara della Moto3.

### Arrivati al traguardo
| Pos. | Nº | Pilota                | Squadra                      | Motocicletta | Giri | Tempo     | Griglia | Punti |
| ---- | -- | --------------------- | ---------------------------- | ------------ | ---- | --------- | ------- | ----- |
| 1º   | 41 | Brad Binder           | Red Bull KTM Ajo             | KTM          | 16   | 25'30.766 | 7º      | 25    |
| 2º   | 12 | Thomas Lüthi          | Dynavolt Intact GP           | Kalex        | 16   | +0,735    | 5º      | 20    |
| 3º   | 9  | Jorge Navarro         | MB Conveyors Speed Up        | Speed Up     | 16   | +1,045    | 1º      | 16    |
| 4º   | 62 | Stefano Manzi         | MV Agusta Idealavoro Forward | MV Agusta F2 | 16   | +1,185    | 3º      | 13    |
| 5º   | 88 | Jorge Martín          | Red Bull KTM Ajo             | KTM          | 16   | +8,066    | 2º      | 11    |
| 6º   | 40 | Augusto Fernández     | Flexbox HP 40                | Kalex        | 16   | +8,311    | 8º      | 10    |
| 7º   | 97 | Xavi Vierge           | EG 0,0 Marc VDS              | Kalex        | 16   | +9,922    | 11º     | 9     |
| 8º   | 10 | Luca Marini           | SKY Racing Team VR46         | Kalex        | 16   | +11,085   | 4º      | 8     |
| 9º   | 21 | Fabio Di Giannantonio | MB Conveyors Speed Up        | Speed Up     | 16   | +11,739   | 6º      | 7     |
| 10º  | 22 | Sam Lowes             | Federal Oil Gresini          | Kalex        | 16   | +12,362   | 10º     | 6     |
| 11º  | 54 | Mattia Pasini         | Tasca Racing                 | Kalex        | 16   | +16,620   | 12º     | 5     |
| 12º  | 77 | Dominique Aegerter    | MV Agusta Idealavoro Forward | MV Agusta F2 | 16   | +17,160   | 19º     | 4     |
| 13º  | 96 | Jake Dixon            | Inde Ángel Nieto Team        | KTM          | 16   | +17,595   | 17º     | 3     |
| 14º  | 33 | Enea Bastianini       | Italtrans Racing             | Kalex        | 16   | +17,624   | 9º      | 2     |
| 15º  | 87 | Remy Gardner          | Onexox TKKR SAG              | Kalex        | 16   | +17,835   | 14º     | 1     |
| 16º  | 23 | Marcel Schrötter      | Dynavolt Intact GP           | Kalex        | 16   | +18,090   | 16º     |       |
| 17º  | 7  | Lorenzo Baldassarri   | Flexbox HP 40                | Kalex        | 16   | +18,251   | 23º     |       |
| 18º  | 16 | Joe Roberts           | American Racing KTM          | KTM          | 16   | +18,434   | 32º     |       |
| 19º  | 72 | Marco Bezzecchi       | Red Bull KTM Tech 3          | KTM          | 16   | +19,829   | 20º     |       |
| 20º  | 5  | Andrea Locatelli      | Italtrans Racing             | Kalex        | 16   | +20,278   | 13º     |       |
| 21º  | 45 | Tetsuta Nagashima     | Onexox TKKR SAG              | Kalex        | 16   | +20,298   | 21º     |       |
| 22º  | 11 | Nicolò Bulega         | SKY Racing Team VR46         | Kalex        | 16   | +20,362   | 18º     |       |
| 23º  | 35 | Somkiat Chantra       | Idemitsu Honda Team Asia     | Kalex        | 16   | +20,280   | 24º     |       |
| 24º  | 64 | Bo Bendsneyder        | NTS RW Racing GP             | NTS          | 16   | +25,732   | 22º     |       |
| 25º  | 20 | Dimas Ekky Pratama    | Idemitsu Honda Team Asia     | Kalex        | 16   | +28,179   | 25º     |       |
| 26º  | 65 | Philipp Öttl          | Red Bull KTM Tech 3          | KTM          | 16   | +28,392   | 26º     |       |
| 27º  | 70 | Tommaso Marcon        | NTS RW Racing GP             | NTS          | 16   | +32,617   | 28º     |       |
| 28º  | 18 | Xavier Cardelús       | Inde Ángel Nieto Team        | KTM          | 16   | +37,281   | 30º     |       |
| 29º  | 47 | Adam Norrodin         | Petronas Sprinta Racing      | Kalex        | 16   | +37,410   | 29º     |       |
| 30º  | 73 | Álex Márquez          | EG 0,0 Marc VDS              | Kalex        | 16   | +1'29.344 | 15º     |       |

### Ritirati
| Nº | Pilota           | Squadra             | Motocicletta | Giri | Griglia |
| -- | ---------------- | ------------------- | ------------ | ---- | ------- |
| 69 | Sean Dylan Kelly | American Racing KTM | KTM          | 14   | 27º     |
| 3  | Lukas Tulovic    | Kiefer Racing       | KTM          | 5    | 31º     |

## Moto3
La gara della Moto3 è stata interrotta con bandiera rossa a causa di un grave incidente nelle prime fasi di corsa ed è stata poi ripresa sulla durata ridotta di 15 giri.

### Arrivati al traguardo
| Pos. | Nº | Pilota              | Squadra                     | Motocicletta  | Giri | Tempo     | Griglia | Punti |
| ---- | -- | ------------------- | --------------------------- | ------------- | ---- | --------- | ------- | ----- |
| 1º   | 11 | Sergio García       | Estrella Galicia 0,0        | Honda NSF250R | 15   | 25'17.918 | 5º      | 25    |
| 2º   | 16 | Andrea Migno        | Mugen Race                  | KTM RC 250 GP | 15   | +0,005    | 1º      | 20    |
| 3º   | 4  | Xavier Artigas      | Leopard Impala Junior Team  | Honda NSF250R | 15   | +0,180    | 17º     | 16    |
| 4º   | 24 | Tatsuki Suzuki      | SIC58 Squadra Corse         | Honda NSF250R | 15   | +0,246    | 8º      | 13    |
| 5º   | 12 | Filip Salač         | Redox PrüstelGP             | KTM RC 250 GP | 15   | +0,328    | 6º      | 11    |
| 6º   | 44 | Arón Canet          | Sterilgarda Max Racing Team | KTM RC 250 GP | 15   | +3,016    | 4º      | 10    |
| 7º   | 42 | Marcos Ramírez      | Leopard Racing              | Honda NSF250R | 15   | +3,032    | 2º      | 9     |
| 8º   | 13 | Celestino Vietti    | SKY Racing Team VR46        | KTM RC 250 GP | 15   | +9,666    | 28º     | 8     |
| 9º   | 76 | Makar Yurchenko     | BOE Skull Rider Mugen Race  | KTM RC 250 GP | 15   | +9,747    | 22º     | 7     |
| 10º  | 79 | Ai Ogura            | Honda Team Asia             | Honda NSF250R | 15   | +9,859    | 25º     | 6     |
| 11º  | 82 | Stefano Nepa        | Reale Avintia Arizona 77    | KTM RC 250 GP | 15   | +9,975    | 24º     | 5     |
| 12º  | 61 | Can Öncü            | Red Bull KTM Ajo            | KTM RC 250 GP | 15   | +10,223   | 27º     | 4     |
| 13º  | 27 | Kaito Toba          | Honda Team Asia             | Honda NSF250R | 15   | +10,537   | 21º     | 3     |
| 14º  | 54 | Riccardo Rossi      | Kömmerling Gresini          | Honda NSF250R | 15   | +10,712   | 18º     | 2     |
| 15º  | 84 | Jakub Kornfeil      | Redox PrüstelGP             | KTM RC 250 GP | 15   | +12,661   | 29º     | 1     |
| 16º  | 22 | Kazuki Masaki       | BOE Skull Rider Mugen Race  | KTM RC 250 GP | 15   | +14,116   | 31º     |       |
| 17º  | 55 | Romano Fenati       | VNE Snipers                 | Honda NSF250R | 15   | +17,669   | 10º     |       |
| 18º  | 69 | Tom Booth-Amos      | CIP Green Power             | KTM RC 250 GP | 15   | +31,008   | 30º     |       |
| 19º  | 71 | Ayumu Sasaki        | Petronas Sprinta Racing     | Honda NSF250R | 15   | +43,939   | 23º     |       |
| 20º  | 75 | Albert Arenas       | Valresa Ángel Nieto Team    | KTM RC 250 GP | 14   | + 1 giro  | 20º     |       |
| 21º  | 48 | Lorenzo Dalla Porta | Leopard Racing              | Honda NSF250R | 12   | + 3 giri  | 7º      |       |

### Non classificato
| Nº | Pilota       | Squadra              | Motocicletta  | Giri | Griglia |
| -- | ------------ | -------------------- | ------------- | ---- | ------- |
| 21 | Alonso López | Estrella Galicia 0,0 | Honda NSF250R | 9    | 15º     |

### Ritirati
| Nº | Pilota         | Squadra                  | Motocicletta  | Giri | Griglia |
| -- | -------------- | ------------------------ | ------------- | ---- | ------- |
| 25 | Raúl Fernández | Valresa Ángel Nieto Team | KTM RC 250 GP | 6    | 16º     |
| 14 | Tony Arbolino  | VNE Snipers              | Honda NSF250R | 3    | 12º     |
| 17 | John McPhee    | Petronas Sprinta Racing  | Honda NSF250R | 3    | 13º     |
| 40 | Darryn Binder  | CIP Green Power          | KTM RC 250 GP | 2    | 9º      |

### Non ripartiti
| Nº | Pilota            | Squadra                    | Motocicletta  | Griglia |
| -- | ----------------- | -------------------------- | ------------- | ------- |
| 5  | Jaume Masiá       | Mugen Race                 | KTM RC 250 GP | 3º      |
| 99 | Carlos Tatay      | Fundación Andreas Pérez 77 | KTM RC 250 GP | 11º     |
| 23 | Niccolò Antonelli | SIC58 Squadra Corse        | Honda NSF250R | 14º     |
| 52 | Jeremy Alcoba     | Kömmerling Gresini         | Honda NSF250R | 19º     |
| 7  | Dennis Foggia     | SKY Racing Team VR46       | KTM RC 250 GP | 26º     |

## MotoE - gara 1
Tutti i piloti sono dotati dello stesso tipo di motocicletta, fornita dalla Energica Motor Company.
Héctor Garzó, giunto secondo al traguardo, viene squalificato in sede di verifica delle norme tecniche, in quanto è stata rilevata una bassa pressione degli pneumatici.

### Arrivati al traguardo
| Pos. | Nº | Pilota           | Squadra                    | Giri | Tempo     | Griglia | Punti |
| ---- | -- | ---------------- | -------------------------- | ---- | --------- | ------- | ----- |
| 1º   | 51 | Eric Granado     | Avintia Esponsorama Racing | 7    | 11'49.900 | 1º      | 25    |
| 2º   | 38 | Bradley Smith    | One Energy Racing          | 7    | +0,706    | 3º      | 20    |
| 3º   | 11 | Matteo Ferrari   | Trentino Gresini           | 7    | +3,213    | 2º      | 16    |
| 4º   | 10 | Xavier Siméon    | Avintia Esponsorama Racing | 7    | +6,31     | 6º      | 13    |
| 5º   | 5  | Alex De Angelis  | Octo Pramac                | 7    | +7,383    | 9º      | 11    |
| 6º   | 7  | Niccolò Canepa   | LCR E-Team                 | 7    | +7,732    | 7º      | 10    |
| 7º   | 2  | Jesko Raffin     | Dynavolt Intact GP         | 7    | +8,888    | 4º      | 9     |
| 8º   | 16 | Joshua Hook      | Octo Pramac                | 7    | +9,634    | 10º     | 8     |
| 9º   | 27 | Mattia Casadei   | Ongetta SIC58 Squadracorse | 7    | +10,676   | 13º     | 7     |
| 10º  | 63 | Mike Di Meglio   | EG 0,0 Marc VDS            | 7    | +10,923   | 12º     | 6     |
| 11º  | 15 | Sete Gibernau    | Join Contract Pons 40      | 7    | +12,177   | 8º      | 5     |
| 12º  | 14 | Randy de Puniet  | LCR E-Team                 | 7    | +15,569   | 15º     | 4     |
| 13º  | 18 | Nicolás Terol    | OpenBank Ángel Nieto Team  | 7    | +15,783   | 17º     | 3     |
| 14º  | 6  | María Herrera    | OpenBank Ángel Nieto Team  | 7    | +15,821   | 14º     | 2     |
| 15º  | 32 | Lorenzo Savadori | Trentino Gresini           | 7    | +16,165   | 11º     | 1     |
| 16º  | 78 | Kenny Foray      | Tech 3 E-Racing            | 7    | +21,668   | 16º     |       |

### Squalificato
| Nº | Pilota       | Squadra         | Giri | Tempo  | Griglia |
| -- | ------------ | --------------- | ---- | ------ | ------- |
| 4  | Héctor Garzó | Tech 3 E-Racing | 7    | +0,576 | 5º      |

## MotoE - gara 2

### Arrivati al traguardo
| Pos. | Nº | Pilota           | Squadra                    | Giri | Tempo     | Griglia | Punti |
| ---- | -- | ---------------- | -------------------------- | ---- | --------- | ------- | ----- |
| 1º   | 51 | Eric Granado     | Avintia Esponsorama Racing | 7    | 11'52.860 | 1º      | 25    |
| 2º   | 38 | Bradley Smith    | One Energy Racing          | 7    | +0,458    | 3º      | 20    |
| 3º   | 4  | Héctor Garzó     | Tech 3 E-Racing            | 7    | +4,124    | 5º      | 16    |
| 4º   | 5  | Alex De Angelis  | Octo Pramac                | 7    | +7,003    | 9º      | 13    |
| 5º   | 11 | Matteo Ferrari   | Trentino Gresini           | 7    | +7,405    | 2º      | 11    |
| 6º   | 63 | Mike Di Meglio   | EG 0,0 Marc VDS            | 7    | +9,475    | 12º     | 10    |
| 7º   | 15 | Sete Gibernau    | Join Contract Pons 40      | 7    | +9,513    | 8º      | 9     |
| 8º   | 27 | Mattia Casadei   | Ongetta SIC58 Squadracorse | 7    | +10,503   | 13º     | 8     |
| 9º   | 18 | Nicolás Terol    | OpenBank Ángel Nieto Team  | 7    | +14,613   | 17º     | 7     |
| 10º  | 2  | Jesko Raffin     | Dynavolt Intact GP         | 7    | +14,711   | 4º      | 6     |
| 11º  | 14 | Randy de Puniet  | LCR E-Team                 | 7    | +15,202   | 15º     | 5     |
| 12º  | 6  | María Herrera    | OpenBank Ángel Nieto Team  | 7    | +17,166   | 14º     | 4     |
| 13º  | 32 | Lorenzo Savadori | Trentino Gresini           | 7    | +19,552   | 11º     | 3     |
| 14º  | 78 | Kenny Foray      | Tech 3 E-Racing            | 7    | +29,432   | 16º     | 2     |

### Ritirati
| Nº | Pilota         | Squadra                    | Giri | Griglia |
| -- | -------------- | -------------------------- | ---- | ------- |
| 10 | Xavier Siméon  | Avintia Esponsorama Racing | 0    | 6º      |
| 7  | Niccolò Canepa | LCR E-Team                 | 0    | 7º      |
| 16 | Joshua Hook    | Octo Pramac                | 0    | 10º     |